# 여성문화예술기획
여성문화예술기획은 여성문화예술인을 발굴·육성하고, 여성주의 예술과 문화프로그램을 개발·보급하여 문예활동을 진작시키며, 문화예술 발전에 기여하고자 1992년 2월에 창립된 비영리 여성문화운동 단체이다.

## 활동
1997년 <여성문화예술기획>은 제2정무장관실, 독일문화원, 한국영화진흥공사 등의 후원을 얻어 제1회 서울국제여성영화제를 개최하였는데, 이후 서울국제여성영화제는 세계 최대 규모의 국제여성영화제로 자리잡았다.
<여성문화예술기획>은 2002년 5월에 '우리 안의 여신을 찾아서'라는 타이틀을 내걸고 '지리산 여신축제'를, 2002년 10월에 '제주도 여신기행'을 열었는데, 이들 행사에 대해 <여성문화예술기획>은 "자연과 호흡하고 자신 안의 여신을 일깨우는 의식을 통해 진정한 나와 우리를 발견하기 위한 기행으로, 자연과 나의 몸이 만들어내는 음악과 시, 굿과 기도 등이 함께 하는 시간으로 진행됐다"라고 설명했다. 이런 사회 분위기 속에서 여성신화에 대한 관심을 촉구하고 역사 속에 잠들어 있던 동아시아의 대여신(大女神) '마고'를 일깨우려는 움직임이 일었는데, <여성문화예술기획>은 <서울국제여성영화제>의 후원으로 '여성신화 연구-마고를 만나다'를 주제로 2011년 8월 29일 세미나를 열었다. '마고'는 역사를 통해 동아시아인들에게 알려진 가장 큰 여신으로서 모든 존재의 첫 번째 어머니, 조물자 그리고 궁극적인 주권자이자 통치자였는데, 이 세미나의 발제자 김황혜숙은 "마고에게서 대여신적 신성을 거세해 하급의 신으로 강등시킨 점은, 가부장제하에서 여성들에게 가해진 정신적, 육체적, 물리적, 문화적, 이념적, 종교적 살해 시도와 다르지 않다. 연구할 수 있는 자료도 굉장히 적고 자료가 있더라도 거의 형체를 알아내기 힘들어 연구를 할 때 '문화적 고고학'이라고 부를 수 있을 만한 특별한 기술이 필요했다"라고 말하며 마고문화의 백과사전을 만드는 일이 자신의 필생의 작업임을 밝히기도 하였다.
<여성문화예술기획>은 2005년 '빅우먼 패션쇼'를 개최해 지나치게 마른 체형만 선호하는 사회에 여성 몸의 다른 아름다움을 알렸다. 이후 2007년에도 '박우먼 패션소'를 개최해 외모지상주의를 비판하고자 하였다.

## 같이 보기
- 이프토피아
- 이혜경
- 여신학